# Bracon melanaspis
Bracon melanaspis är en stekelart som beskrevs av William Harris Ashmead 1891. Bracon melanaspis ingår i släktet Bracon och familjen bracksteklar. Inga underarter finns listade.